# Xiyang, Fujian
Xiyang (kinesiska: 西洋) är en köping i sydöstra Kina. Den ligger i Yong'an i staden Sanming i provinsen Fujian, omkring 190 kilometer väster om provinshuvudstaden Fuzhou. Antalet invånare är 15 786. Befolkningen består av 7 624 kvinnor och 8 162 män. Barn under 15 år utgör 17,0 %, vuxna 15-64 år 72 %, och äldre över 65 år 10,0 %.